# Philipp Matthäus Hahn
Philipp Matthäus Hahn né le 25 novembre 1739 à Scharnhausen, aujourd'hui Ostfildern, et mort le 2 mai 1790 à Echterdingen, aujourd'hui Leinfelden-Echterdingen, est un pasteur protestant piétiste et inventeur wurtembourgeois.
En 1773, il conçut la première machine à calculer fonctionnelle. Il était un horloger réputé et plusieurs musées exposent ses œuvres. On trouve au musée allemand de l'horlogerie une « Weltmaschine » de Hahn.
Beaucoup de pièces de Hahn ont été réalisées avec la collaboration de Philipp Gottfried Schaudt (de).

## Machines à calculer
À partir de 1770, Hahn construisit une machine à calculer cylindrique avec des roues dentées disposées concentriquement, des cylindres cannelés de Leibniz et une manivelle centrale. Il fabriqua quatre ou cinq exemplaires de cette machine, qui existent encore partiellement (une dans le Landesmuseum Württemberg de Stuttgart et une dans le Technoseum de Mannheim) et sont en état de fonctionnement. Il s'agit de la première machine à calculer effectuant de manière fiable les quatre opérations avec un compteur sur plusieurs chiffres et un report des retenues sur deux étages. La machine de Stuttgart calcule avec 11 chiffres et celle de Mannheim avec 12 chiffres.

## Hahn et l'odeÀ la joiede Friedrich Schiller
Selon Reinhard Breymayer, Friedrich Schiller a été inspiré par Hahn (qui était aussi astronome) quand il a écrit, dans l'ode À la joie :
| « Brüder – überm Sternenzelt muß ein lieber Vater wohnen » | « Frères ! Au-dessus de la voûte étoilée Doit habiter un Père bien-aimé » |

## Publications

### Science
- Kurze Beschreibung einer kleinen beweglichen Welt-Maschine, Faksimile-Neudruck der wiederentdeckten Ausgabe Konstanz, Lüdolph, 1770. Herausgegeben von Reinhard Breymayer. Mit einem Geleitwort von Alfred Munz. Tübingen : Noûs-Verlag Thomas Leon Heck, 1988
- (en) Description of a planetarium, or astronomical machine, etc., invented, and partly executed, by the celebrated Mr. Phil. Mathew Hahn, 1791

### Théologie
Hahn a laissé de nombreux écrits théologiques.
- (avec Jakob Friedrich Klemm) Etwas zum Verstand des Königreichs Gottes und Christi („Fingerzeig“) * samt einem Auszug aus dem „Theologischen Notizbuch“ von Philipp Matthäus Hahn mit neun ausgewählten Abhandlungen aus dem zeitlichen Umfeld der Epheserbriefauslegung von 1774. (= Kleine Schriften des Vereins für württembergische Kirchengeschichte. Nr. 20). Éd. par Walter Stäbler. Verein für württembergische Kirchengeschichte c/o Landeskirchliches Archiv Stuttgart, Stuttgart 2016. (Rédaction: Reinhard Breymayer (de)).  (ISBN 978-3-944051-11-6). Cf. p. 91-115: [Jakob Friedrich Klemm] : "Die grosse Schöpfungs-Leiter [La grande échelle créatrice]: Von dem Staub biß zum Thron-Engel", ici p. 99–115 un extrait modifié allemand de la "Contemplation de la nature" de Charles Bonnet (naturaliste) par Jakob Friedrich Klemm (1733–1793), ami de Johann Kaspar Lavater. à Balingen (Wurtemberg). La base de ce texte est la traduction allemande Charles Bonnet : Betrachtungen über die Natur, Leipzig, Johann Daniel Titius, 1774.

### Correspondance
- Volker Schäfer, « Württembergica in Basel : der Nachlass des Oberstenfelder Stiftspredigers Johann Christoph Bahnmaier (1738-1803) : mit vier unbekannten Oetinger- und Hahn-Briefen », dans Blätter für württembergische Kirchengeschichte, 1990, p. 193-207 (OCLC 884389005)

### Non classé
- Hinterlassene Schriften, Christoph Ulrich Hahn (dir.), 1828 — Christoph Ulrich Hahn est un théologien.

## Compléments

### Mémoire
- Musée Philipp Matthäus Hahn à Albstadt